# Izabella Elżbieta Czartoryska
La principessa Izabella Elżbieta Czartoryska (Varsavia, 19 dicembre 1832 – Mentone, 18 marzo 1899) è stata una nobildonna e pittrice polacca.

## Biografia

### Infanzia

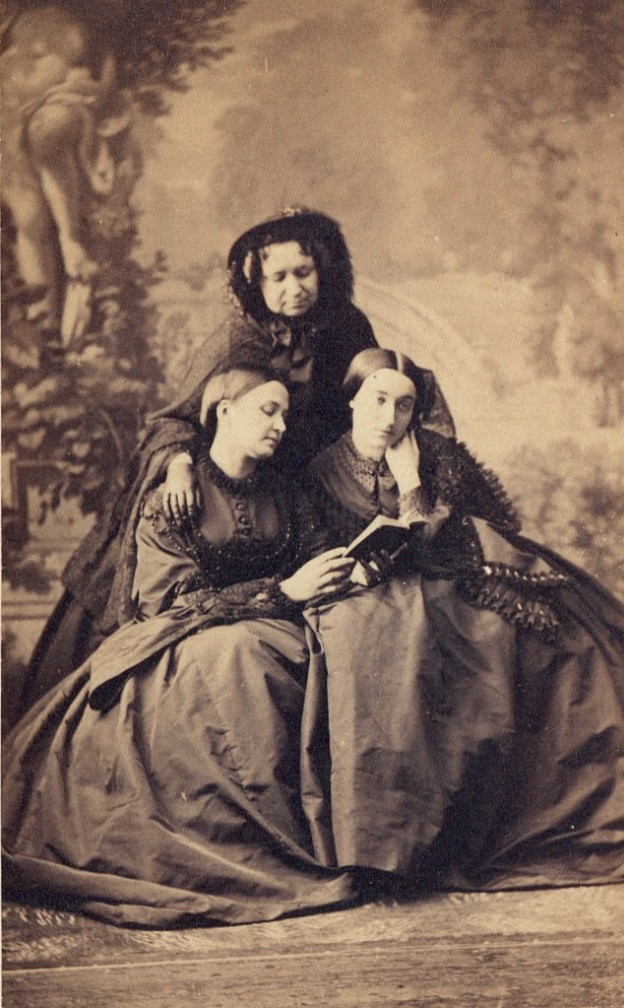
Izabella con la madre Anna Zofia Sapieha e la sorallastra

Izabella era l'ultimogenita del principe Adam Jerzy Czartoryski, Ministro degli Affari Esteri dello zar Alessandro I, di sua moglie, la principessa Anna Zofia Sapieha.
La famiglia fuggì prima in Inghilterra, poi a Parigi (1834-1843), e poi all'Hôtel Lambert, primo centro mondano e politico della grande emigrazione.

### Matrimonio

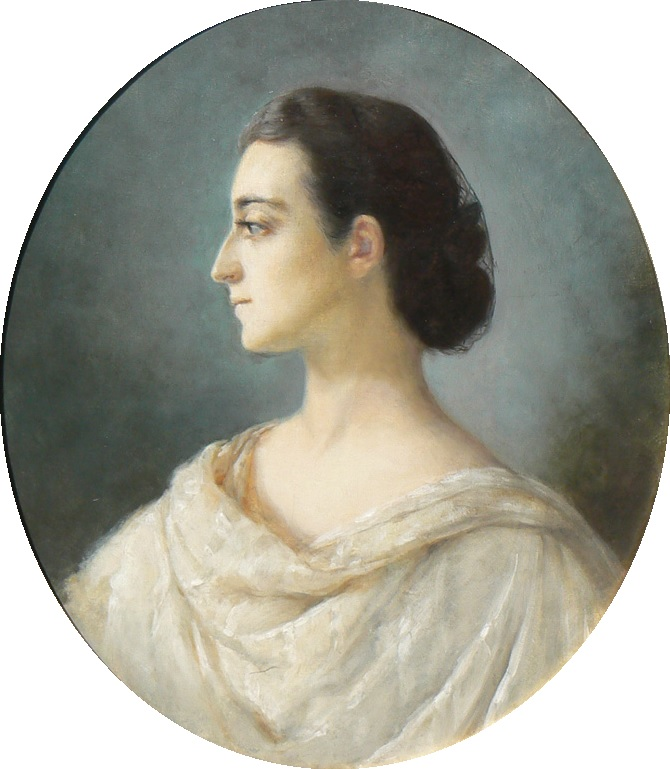
Izabela Działyńska ritratta da Matylda Meleniewska

Sposò, 21 febbraio 1857 a Parigi, il conte Jan Kanty Działyński (28 settembre 1829-30 marzo 1880), figlio di Tytus Działyński. La coppia non ebbe figli.
Nel 1861, alla morte di suo suocero, la coppia prese possesso del castello di Gołuchów, dove intraprende molte modifiche che affidò a Maurice Uradou, allo scultore Charles Biberon e al pittore Louis Breugnot.

### Attività nel sociale

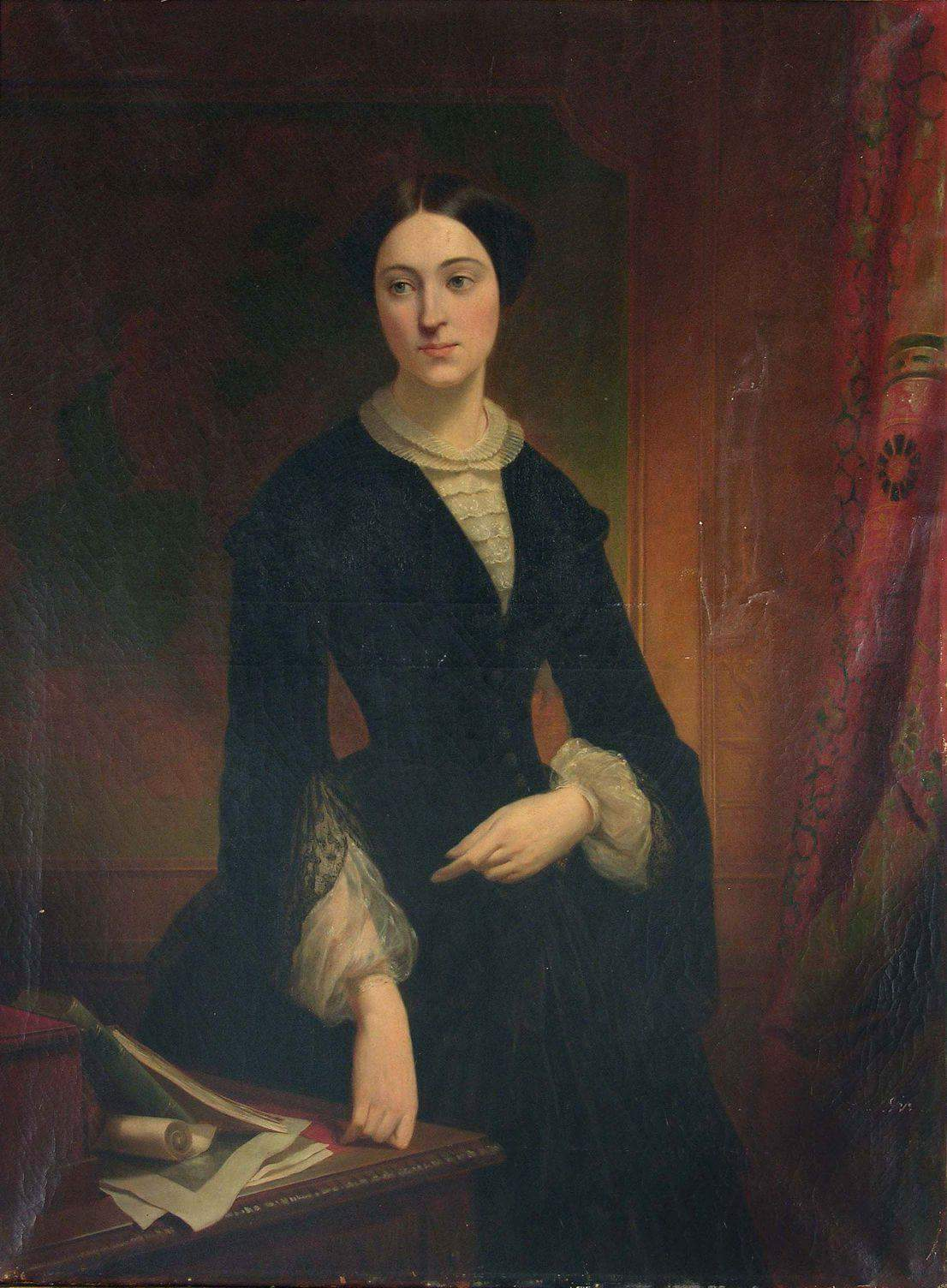
Ritratto di Izabella Czartoryska Działyńskiej di Édouard Louis Dubufe, 1850 circa

Suo marito, come suo padre, perseguitò una militanza sociale e partecipò all'insurrezione del 1863, che gli valse una condannato a morte in contumacia da un tribunale prussiano e privato della sua proprietà. Successivamente, riuscì a tornare a casa, dal momento che nel 1869 ricevette un'amnistia.
Alla morte del padre, Izabella ereditò l'Hôtel Lambert. Insieme a suo fratello Wladyslaw, amministrò gli affari dell'hotel, in particolare nell'Istituto polacco.

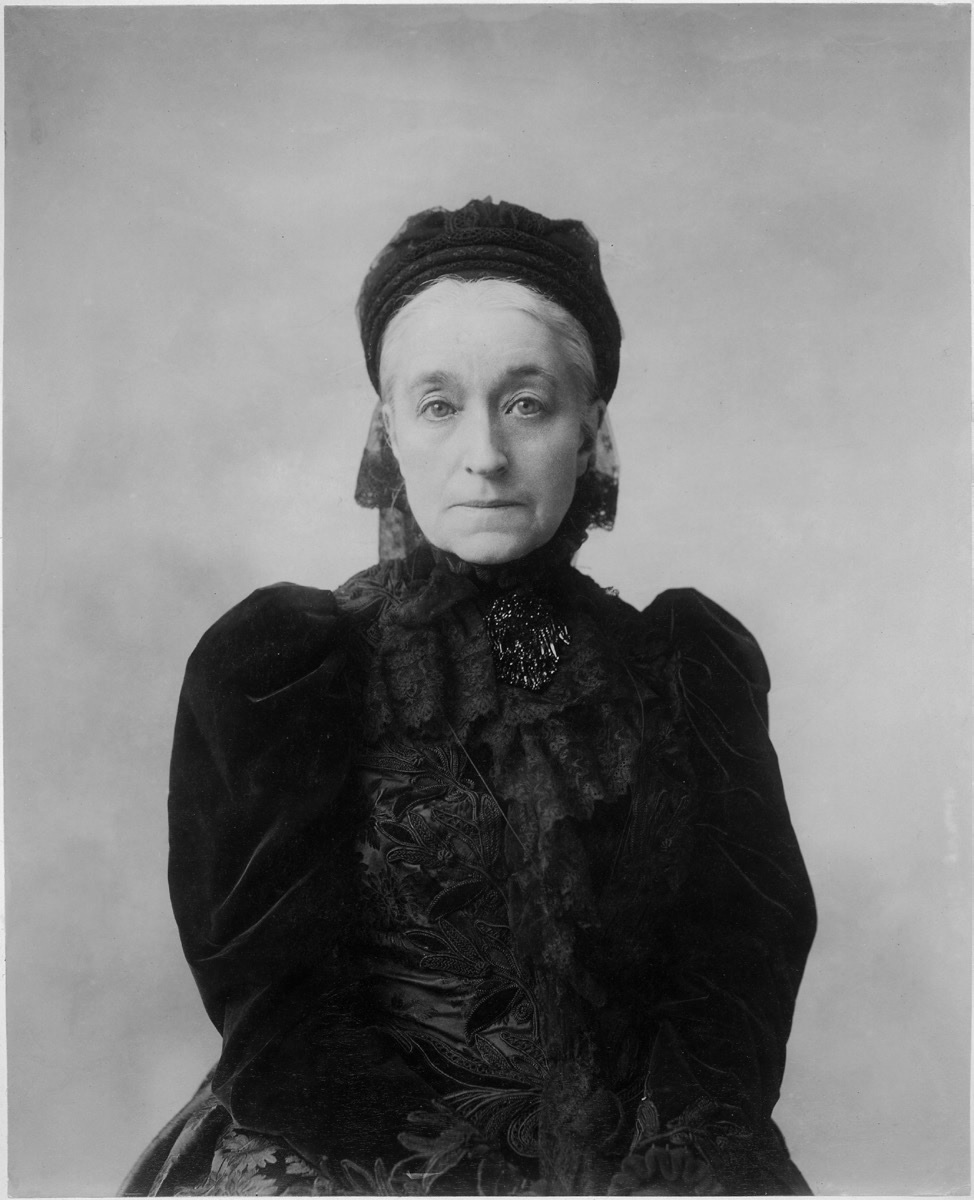
Izabela in tarda età

Ha viaggiato molto in Europa, così come in Algeria, in Egitto, in Terra santa.
Ereditò dalla nonna la passione per il collezionismo, Izabella raccolse una collezione di vasi antichi, icone e mobili.

### Morte

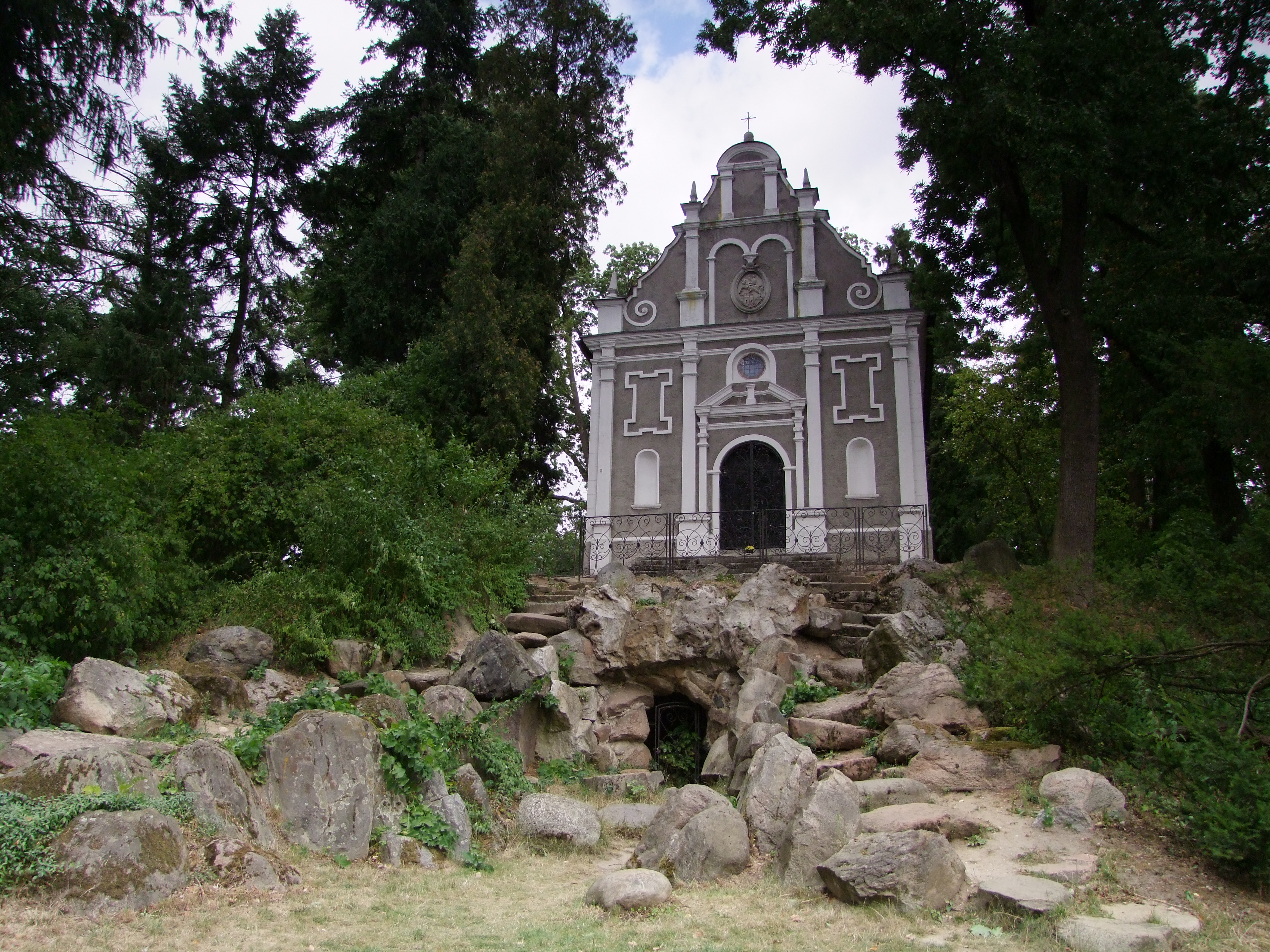
Il mausoleo di Izabella a Gołuchów.

Morì il 18 marzo 1899 a Mentone e fu sepolta in una cripta nel villaggio di Gołuchów.